# Klara Elvgren
Klara Anna Lovisa Elvgren, född 11 juni 1990 i Motala församling, Östergötlands län, är en svensk programledare och poddare. År 2022 var Elvgren programledare för TV-programmet FBOY Island Sverige, som sändes på Discovery+, HBO Max och Kanal 11 mellan januari och mars 2023. Från april 2023 drev hon podden Vad fan hände?, tillsammans med Alice Stenlöf.
Klara Elvgren medverkar tillsammans med Alice Stenlöf, Hanna Friberg och Lovisa Worge i realityserien Girls of Sthlm. Serien hade premiär på Prime Video den 4 april 2025.